# Обеднённый уран

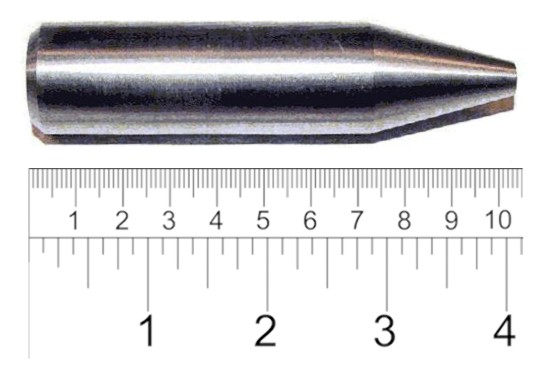
Бронебойный сердечник 30-мм снаряда пушки GAU-8 диаметром около 20 мм из обеднённого урана.

Обеднённый уран — уран, изотопный состав которого отличается от природного урана уменьшенной долей изотопа уран-235. Природный уран содержит 0,72 % U-235, остальное — это 99,27 % U-238 и 0,0055 % U-234.
В более узком смысле под обеднённым ураном понимают уран, в изотопном составе которого доля поддерживающих цепную реакцию изотопов урана (U-235 и U-233) не превышает 0,3 %.
Основной источник обеднённого урана это заводы обогащения урана, где обеднённый уран является отходом производства. Источником обеднённого урана могут быть некоторые типы ядерных реакторов, в топливе которых происходит выгорание U-235 до уровней ниже природного, а также заводы по переработке отработавшего ядерного топлива.
В существующем технологическом укладе обеднённый уран является проблемным отходом, найденные применения которого не потребляют значимой доли его наработки. Высокая биологическая опасность урана не позволяет возвращать его в природную среду, потому при обогатительных заводах существуют крупные долговременные хранилища обеднённого урана.
Коммерческое применение обеднённого урана сдерживается как его высокой биологической опасностью так и политической значимостью нераспространения ядерных технологий и материалов. Из имеющихся применений можно выделить элементы радиационной защиты в подконтрольном государству оборудовании, элементы брони военной техники, сердечники кинетических бронебойных боеприпасов.

## История
Обеднённый уран был впервые получен в 1940 году, когда США и СССР начали свои программы разработки ядерного оружия. Именно в это время обеднённый уран впервые был захоронен как бесполезные отходы. Существовала некоторая надежда, что процесс обогащения будет усовершенствован, и делящиеся изотопы U-235 в будущем смогут быть выделены из обеднённого урана. Это повторное обогащение остатков урана-235, содержащегося в обеднённом уране, не является больше вопросом будущего: оно практиковалось в течение нескольких лет. Кроме того, существует возможность проектирования гражданских реакторов на необогащённом топливе, но только 10 % когда-либо построенных реакторов могут использовать эти технологии; даже для производства ядерного оружия и топлива для военно-морских реакторов требуются концентрированные изотопы.
В 1970 году Пентагон сообщил, что советские учёные разработали танковую броню, которую не могут пробить боеприпасы НАТО. Пентагон начал поиски материала для получения снарядов с большей плотностью. После тестирования различных металлов для боеприпасов исследователи остановили выбор на обеднённом уране. Обеднённый уран подходил для производства боеприпасов не только из-за своих уникальных физических свойств и эффективности, но также и потому, что он был дешёвым и доступным. Ближайший эквивалент, вольфрам, в промышленных количествах мог быть получен только от Китая. А так как запасы обеднённого урана оцениваются в более чем 500 тыс. тонн, то финансовая выгода от использования низкоактивных радиоактивных отходов является очевидной. Поэтому экономически целесообразно использовать обеднённый уран, а не хранить его. Таким образом, с конца 1970 года США, СССР, Великобритания и Франция начали использовать свои запасы обеднённого урана для производства бронебойных снарядов.
Вооружённые силы США использовали боеприпасы с обеднённым ураном в 1991 году в Персидском заливе, в войне в Боснии, при бомбардировке Сербии и в иракской войне (с 2003 года).

## Классификация
Природный уран содержит около 0,71 % U-235, 99,28 % U-238 и примерно 0,0054 % U-234. Комиссия по регулированию ядерной деятельности даёт определение обеднённому урану, как урану с долей изотопа 235U менее 0,711 % по массе. Военные спецификации указывают, что используемый Министерством обороны США обеднённый уран содержит менее 0,3 % 235U.

## Производство и наличие

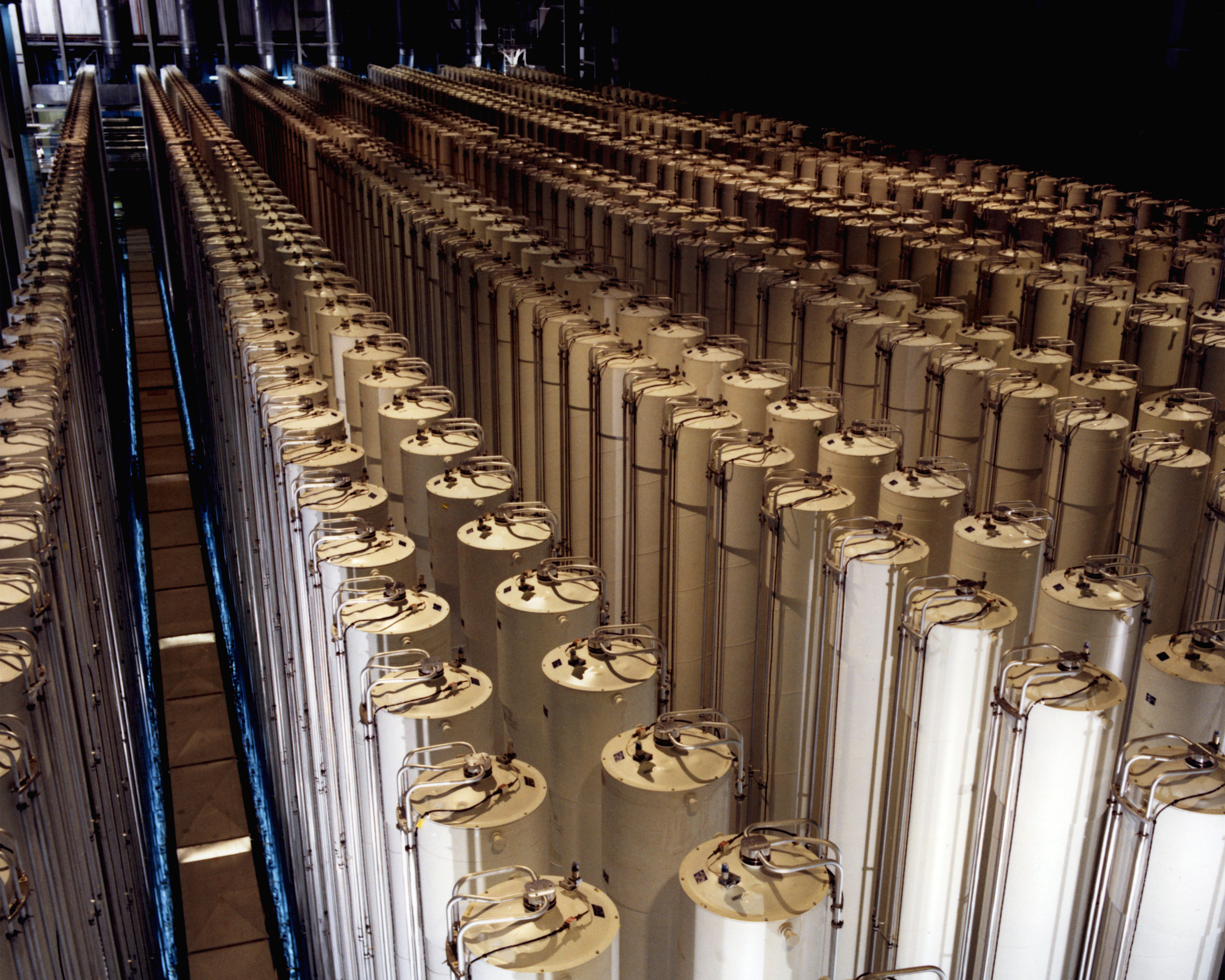
Батарея газовых центрифуг, осуществляющих разделение изотопов, на заводе в Пикетон (Огайо), США, 1984 год.

### Обогащение природного урана
Большинство энергетических и исследовательских реакторов рассчитаны на использование топлива с обогащённым ураном, то есть урана в котором доля 235-го изотопа значительно (во много раз) больше чем в природном уране. Чтобы обеспечить их потребности существуют заводы разделения изотопов урана. Такие заводы потребляют природный уран с содержанием изотопа U-235 0,72 %, отправляют потребителю обогащённый уран с содержанием изотопа U-235 от 3 % до 90 % и в качестве отхода получают обеднённый уран с содержанием изотопа U-235 0,1 %..0,3 %. Процесс обогащения даёт большое количество обеднённого урана. Например, для производства 1 кг 5-процентного обогащённого урана требуется 11,8 кг природного урана и остаётся около 10,8 кг обеднённого урана, содержащего 0,3 % урана-235.
Чем меньше 235-го изотопа остаётся в обеднённом уране тем дороже его извлечение. В зависимости от рыночной коньюнктуры и по мере совершенствования технологий обеднённый уран могут повторно отправлять на доизвлечение оставшегося урана-235. Потому обогатительные производства предпочитают хранить обеднённый уран на заводских площадках в удобной для повторного обогащения форме гексафторида урана.
Для обогащения уран переводят в гексафторид урана. Соответственно, на выходе обеднённый уран также получают в виде гексафторида. Предполагая дообогащение гексафторид обедненного урана складируют для долговременного хранения в герметичных металлических контейнерах. Однако химическая активность и легкость газообразования вынуждают переводить гексафторид в более инертную химическую форму, например оксид урана. Это снижает риски долговременного хранения.

### Переработка отработавшего ядерного топлива
В период гонки ядерных вооружений между США и СССР наработка оружейного плутония велась в специальных ядерных реакторах. В качестве ядерного топлива в них загружался природный уран. После короткой работы с небольшой глубиной выгорания урана-235 это топливо отправлялось на переработку с целью выделения наработанного плутония. Поскольку выгорание урана-235 было невелико, а природный уран был в дефиците то оставшийся после выделения плутония уран дообогащали и вновь отправляли в реакторы. Отходом этого процесса был обеднённый уран, загрязненный радиоактивными изотопами, характерными для отработавшего ядерного топлива, например, изотопом уран-236 и следовыми количествами продуктов деления.
По мере развития ядерной энергетики задумались об аналогичной переработке отработавшего топлива коммерческих и исследовательских реакторов. Это уменьшает объемы высокоактивных отходов, но получившийся обедненный уран также оказывается загрязнен отсутствующими в природе радиоактивными изотопами.

### Гексафторид урана
Значительная часть обеднённого урана хранится в виде фторида урана (VI) (гексафторида урана, UF6) в стальных цистернах неподалёку от предприятий, занимающихся обогащением. Каждая цистерна вмещает до 12,7 тонн UF6. В США к 1993 году накопилось 560 тысяч тонн обеднённого UF6, к 2005 году — 686,5 тысяч тонн (57122 цистерны). Хранение UF6 представляет опасность для окружающей среды и здоровья вследствие его химической активности. При контакте UF6 с водяным паром, содержащимся в атмосферном воздухе, он вступает в реакцию с паром и образует UO2F2 и плавиковую кислоту (крайне токсичные). Цистерны должны регулярно проверяться на предмет признаков коррозии и утечек. По оценкам, срок службы стальных цистерн составляет около 10 лет.

## Военное использование

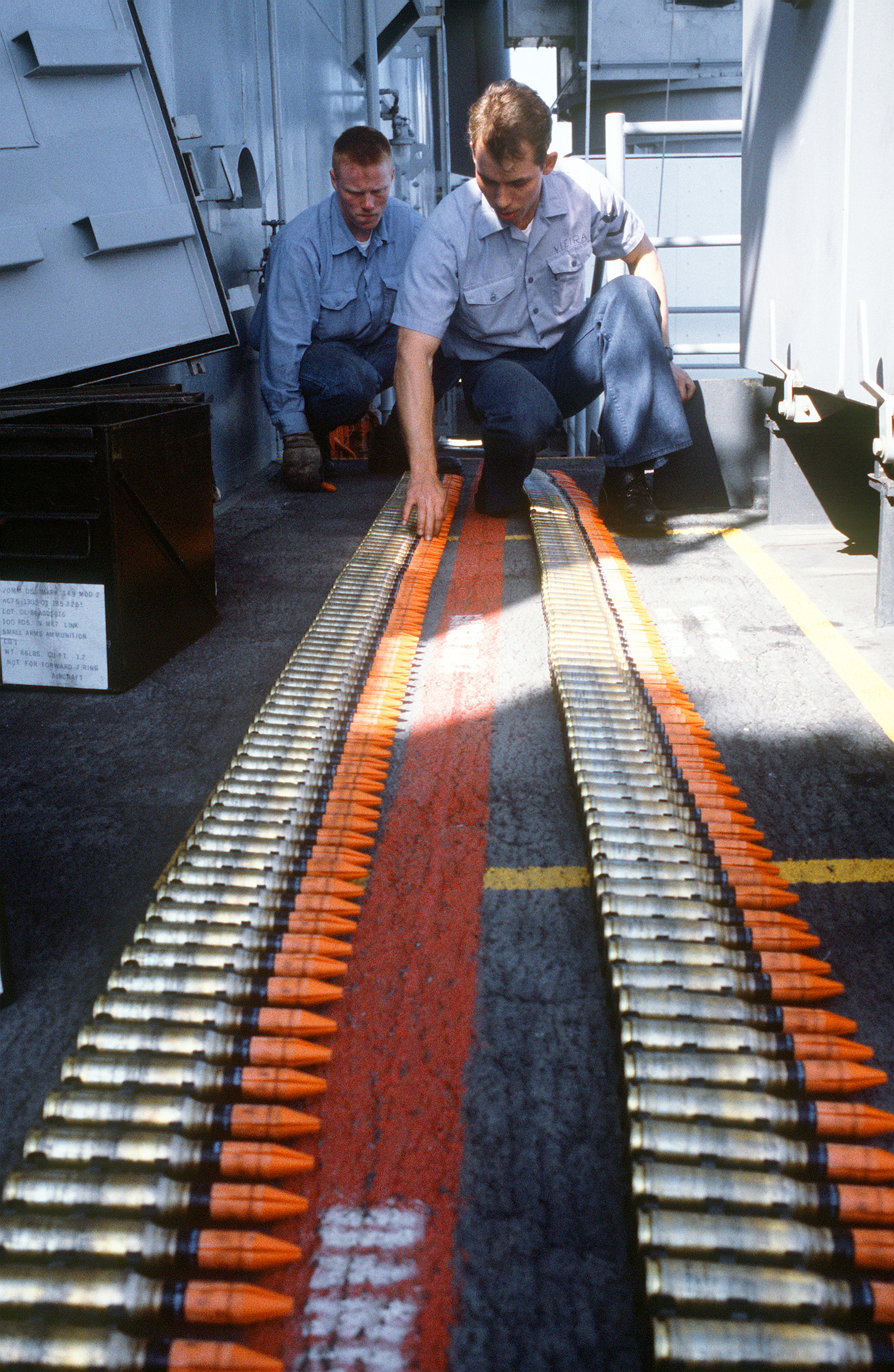
Снаряды с обеднённым ураном для артиллерийского комплекса Mark 15 Phalanx CIWS на борту американского линкора USS Missouri (BB-63). Фотография ВМФ США, 1987 год

### Боеприпасы
Основное военное применение обеднённого урана — бронебойные снаряды.
Идея использования обеднённого урана в качестве бронебойных сердечников восходит к Второй мировой войне, когда министр вооружения Альберт Шпеер распорядился использовать уран из-за дефицита вольфрама.
Использование обеднённого урана в боеприпасах связано с его свойствами — высокой массовой плотностью и пирофорностью — благодаря которым снаряды с обеднённым ураном обеспечивают высокое бронебойное действие (за счет увеличения кинетической энергии) и вызывают существенные запреградные разрушения, что в итоге определяет их эффективность. В странах с развитой атомной промышленностью, располагающих накопленными запасами обеднённого урана, его использование в боеприпасах обходится относительно дешевле, чем использование других материалов.
Плотность обеднённого урана высокая — 19 050 кг/м³, она на 67 процентов выше плотности свинца, немного меньше, чем плотность вольфрама и золота, и лишь на 16 % меньше плотности осмия и иридия — самых плотных металлов таблицы Менделеева. В результате диаметр бронебойного сердечника из обеднённого урана меньше эквивалентного по массе сердечника из почти любого другого металла, соответственно меньше его аэродинамическое сопротивление и больше глубина проникания в преграду.
Использование боеприпасов из обеднённого урана является спорным вопросом, поскольку нет чёткого ответа на многочисленные вопросы по поводу долгосрочных последствий для здоровья. По мнению ряда экспертов, экологов, правозащитников и политиков, применение боеприпасов с обеднённым ураном вызывает заражение местности с последующей вспышкой раковых и наследственных заболеваний. Пентагон, НАТО, власти США и Великобритании настаивают на том, что это невозможно.

### Применение
Вооружённые силы США использовали оружие с обеднённым ураном в 1991 году в Персидском заливе, в ходе войны в Боснии, при бомбардировках Сербии (1999), в иракской войне (с 2003 года). В частности, обеднённый уран применялся во всех военных конфликтах, в которых ВВС США использовали штурмовик A-10 «Тандерболт», поскольку установленная на этих самолётах авиапушка стреляет снарядами с сердечником из обеднённого урана.
В войне против Ирака

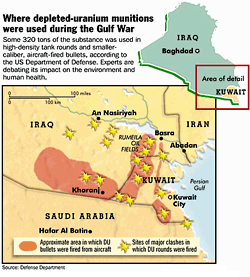
Территории Ирака, на которых США применяли боеприпасы с обеднённым ураном

США применяли боеприпасы с ураном во время войны против Ирака в 1991 году. Армия США израсходовала около 14 тысяч танковых выстрелов, содержащих обеднённый уран. Всего, согласно оценкам, было использовано от 275 до 300 тонн обеднённого урана. По словам директора Центра международных инициатив в Нью-Йорке Сары Фландерс, «Пентагон использовал огромное количество оружия с обеднённым ураном в войне против Ирака. За эту операцию было выпущено более 940 тысяч 30-миллиметровых снарядов с ураном и более 14 тысяч крупнокалиберных танковых снарядов — 105- и 120-миллиметровых снарядов». Выброс в окружающую среду таких количеств (275 - 300 тонн, или 4 - 4.5 ТБк) обедненного урана эквивалентно тысячам ТБк I-131 согласно таблице радиологических эквивалентов, или 5-6 уровню по шкале INES.
В войне против Югославии

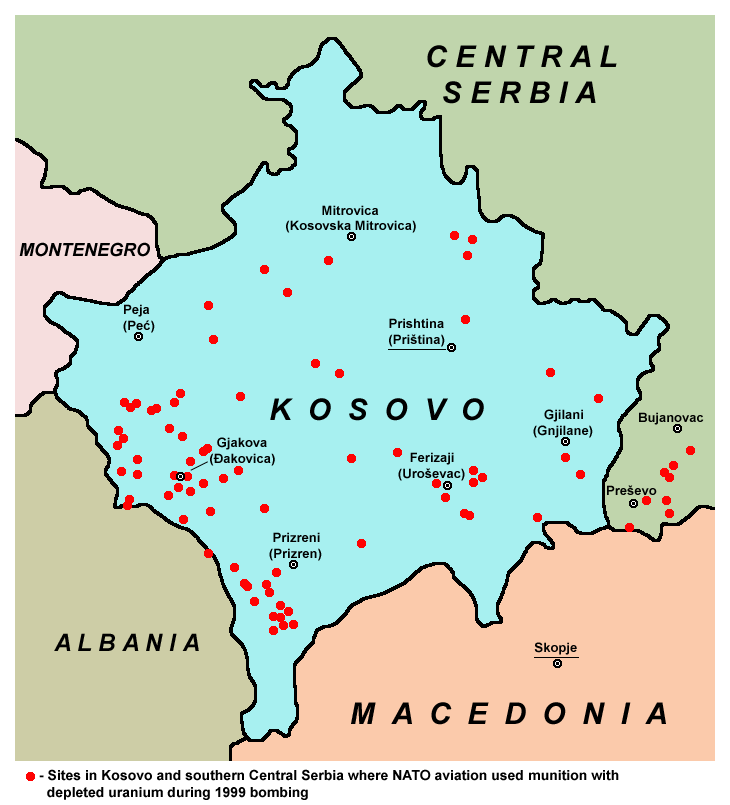

В течение продолжавшейся 78 дней операции НАТО против Югославии самолеты НАТО нанесли около 2300 ракетно-бомбовых ударов по 990 объектам на территории Сербии и Черногории, использовав при этом некоторые типы боеприпасов с обеднённым ураном.
Использование урана в боеприпасах привело впоследствии к крупному скандалу в Европе (заболеваниям и смерти военнослужащих; это явление получило наименование «балканский синдром»).
Согласно предварительным исследованиям комиссии ООН в январе 2001 года, из 11 обследованных объектов, по которым наносились удары урановыми боеприпасами, 8 серьёзно заражены. По мнению экспертов, большая часть воды в Косове непригодна для употребления. Сотрудникам ООН было рекомендовано не приближаться к опасным объектам и использовать воду из местных источников. Стоимость дезактивации заражённых районов оценивается в несколько млрд. долларов. В Греции, Бельгии, Португалии и Франции было объявлено о проведении медицинских осмотров солдат. Эти страны потребовали от США разъяснений относительно воздействия снарядов с ураном на возникновение рака крови. Как заявил президент Европейской комиссии Романо Проди, европейские государства должны узнать правду, и в случае, если оружие опасно, его следует уничтожить. В ответ власти США заявили об отсутствии доказательств связи между использованием радиоактивных снарядов и заболеваниями, а госсекретарь США Мадлен Олбрайт, признав использование радиоактивных снарядов и бомб, сказала, что «пока не существует фактических данных, которые могли бы связать проблемы со здоровьем у миротворцев и оружие на основе обеднённого урана, использовавшееся НАТО во время войны в Косове».

### Использование в качестве танковой брони
Благодаря высокой плотности обеднённый уран используется в танковой броне в виде промежуточного слоя между стальными листами. Например, последние модификации танков Abrams (M1A1HA и M1A2), выпуска после 1998 года, содержат элементы защиты из обеднённого урана передних частей корпуса и башни.

### Ядерное оружие
В оружейных термоядерных зарядах обеднённый уран используется как дополнительное ядерное взрывчатое вещество. При самопроизвольном распаде урана-238 цепной реакции и взрыва не возникает из-за дефицита нейтронов. Но при мощном облучении быстрыми нейтронами, порожденными термоядерной реакцией, урановые элементы заряда претерпевают принудительный взрывной распад с выделением большого количества дополнительной энергии.
Применение урановых элементов в термоядерных зарядах позволяет значительно (до 2-5 раз) увеличить их мощность, ценой еще более значительного (в 5-10 раз) увеличения радиоактивного загрязнения продуктами распадас. 207..

## Правовой статус боеприпасов с обеднённым ураном
Подкомиссия по предупреждению дискриминации и защите меньшинств Организации Объединённых Наций по правам человека приняла два предложения: первое в 1996 году, а второе в 1997 году. Предложения перечисляют виды оружия массового поражения, или оружия, имеющего неизбирательное действие или характер, которые вызывают чрезмерные повреждения или ненужные страдания, и настоятельно призывают все государства пресекать производство и распространение такого оружия. В список было включено оружие, содержащее обеднённый уран. Комитет утвердил рабочий документ в контексте прав человека и норм гуманитарного права. Рабочий документ утверждает, что при использовании обедненного урана в качестве оружия, наряду с другими видами вооружений, перечисленных Подкомиссией, возможно нарушение одного или более из следующих договоров: Всеобщая декларация прав человека, Устав ООН, Конвенция о геноциде; Конвенция ООН против пыток, в том числе протокола I Женевских конвенций; Конвенции об обычном оружии 1980 года, и Конвенции о химическом оружии.
Приложение II к Конвенции о физической защите ядерного материала 1980 года классифицирует обеднённый уран как ядерные материалы II категории. Для этой категории утверждены правила хранения и транспортировки, из чего следует, что обеднённый уран достаточно «горяч» и опасен, чтобы для него требовать таких мер предосторожности. Но, поскольку оружие, содержащее обеднённый уран, сравнительно новое, ещё не существует никакого договора, который бы регулировал, ограничивал или запрещал его использование.

### Просьбы наложить моратории на военное применение
Некоторые страны Международной коалиции по запрету уранового оружия, коалиции более чем 90 неправительственных организаций, обратились с просьбой запретить производство и использование в военных целях оружия, содержащего обеднённый уран. Европейский парламент неоднократно принимал резолюции с просьбой немедленного моратория на дальнейшее использование оружия с обеднённым ураном, но Франция и Великобритания — страны Евросоюза, которые также являются постоянными членами Совета Безопасности Организации Объединённых Наций — последовательно отвергли призывы к запрещению, подчёркивая, что его использование продолжает быть законным, и что утверждения о рисках для здоровья являются абсолютно необоснованными.
В декабре 2008 г. 141 государство поддержало резолюцию Генеральной ассамблеи ООН о проведении дополнительного изучения эффекта от боеприпасов с обеднённым ураном до конца 2010 г. При этом против резолюции голосовали Франция, Великобритания, Израиль и США, а 34 государства, включая Россию, воздержались.

## Гражданское использование
Гражданское использование обеднённого урана, как правило, не связано с его радиоактивными свойствами. Обеднённый уран имеет очень высокую плотность и в основном используется в качестве материала для защиты от других радиоактивных материалов, а также в качестве балласта. Примеры включают утяжелители в килях парусников, противовесы и грузила на нефтяных станциях, волчки и роторы гироскопов, дифферент (балансировочный груз) самолётов, защита при рентгенографии — всё, где имеется потребность в высокой плотности материала. Иногда использование других материалов высокой плотности предпочтительней, поскольку уран подвержен коррозии.
Промышленные камеры радиографии относятся к очень мощным источникам гамма-излучения (как правило, Ir-192). Обеднённый уран используется в качестве оболочки камеры для защиты окружающих от гамма-источника.
Вплоть до 1970-х гг. в США компания Fiestaware производила посуду, для окраски которой в ярко-оранжевый цвет использовался оксид обеднённого урана.
Обеднённый уран добавляется в стоматологический фарфор, который используется для зубных протезов, чтобы имитировать блеск настоящих зубов. Также известны уран-содержащие реактивы, используемые в химических лабораториях. Уран (как обеднённый, так и природный) широко использовался в качестве красителя для фарфора и стекла с начала 19 и до середины XX века. Практика была в основном прекращена в конце XX века. В 1999 году 10 % по массе обеднённого урана добавлялось в «jaune no.17» — жёлтую глазурь, которая производилась во Франции.
Воздушные суда, которые используют обеднённый уран в качестве дифферента (балансировочный груз), например, Боинг 747—100, могут содержать от 400 до 1500 кг обеднённого урана. Данное применение является спорным, поскольку в случае авиакатастрофы уран может попасть в окружающую среду. Его использование было прекращено во многих новых воздушных судах. Boeing и McDonnell Douglas перестали использовать обеднённый уран в противовесах в 1980-х.
(ВАЖНО: Приведенные в данной статье сведения не являются научными, а отражают исключительно современное состояние технологий)

## Биологическая опасность
Обеднённый уран считается токсичным и радиоактивно опасным (радиационно-опасным) материалом.
В России все химические соединения урана относятся к классу опасности 1 (чрезвычайно опасные вещества). Максимальная разовая концентрация (ПДК) в воздухе рабочей зоны составляет 75 мкг/м3 для нерастворимых соединений и 15 мкг/м3 для растворимых соединений урана.

### Химическая токсичность
Химическая токсичность обеднённого урана в естественных условиях представляет примерно в миллион раз большую опасность, чем его радиоактивность. Последствия воздействия обеднённого урана определяются такими факторами, как степень воздействия и является ли оно внутренним или внешним. Три главных пути, с помощью которых может произойти отравление ураном: ингаляция, желудочно-кишечный тракт, и фрагменты или осколки. Такие свойства, как состояние (например, частицы или газообразное), окисление (например, металлическое или керамическое), растворимость урана и его соединений, влияют на абсорбцию, распределение, перемещение. Например, металлический уран является относительно нетоксичным по сравнению с шестивалентными U(VI) урановыми соединениями, такими, как триоксид урана.
Растворимые соли урана являются токсичными. Уран накапливается в таких органах как печень, селезёнка и почки. Всемирная организация здравоохранения «допускает приём» растворимых солей урана для рядовых граждан на уровне 0,5 мкг/кг веса тела или 35 мкг для взрослого массой 70 кг. Хотя эпидемиологические исследования на лабораторных животных указывают на возможные токсичность, тератогенность, нейротоксичность, канцерогенность и риск лейкемии, не было найдено определённой связи между возможными последствиями для здоровья лабораторных животных и человека.

### Радиационная опасность
| Изотоп | Природный уран | Обеднённый уран, содержащий 0,2 % 235U |
| ------ | -------------- | -------------------------------------- |
| 234U   | 12,40          | 2,26                                   |
| 235U   | 0,57           | 0,16                                   |
| 238U   | 12,40          | 12,40                                  |
| Итого  | 25,28          | 14,80                                  |

Все природные изотопы урана излучают альфа-частицы — положительно заряженные ионы из двух протонов и двух нейтронов. Из-за относительно больших размеров и заряда альфа-частицы быстро теряют кинетическую энергию и имеют низкую проницающую способность — она у альфа-частицы с типичной энергией 5 МэВ составляет лишь 4 см в воздухе и порядка 50 мкм в мягких тканях тела — иначе говоря, при внешнем облучении альфа-частицы не в состоянии преодолеть внешний кератиновый слой кожи.
Радиоактивные распады могут привести к выделению более опасного бета- и гамма-излучения и появлению продуктов распада урана. В природе естественный уран находится в вековом равновесии со своими продуктами распада и вместе с ними по числу распадов в 45 раз превосходит чистый уран — в частности, в естественном радиационном фоне большую роль играет не сам уран, а радон 222Rn, возникающий при распаде 238U. Эта цепочка распадов и вековое равновесие нарушаются при очистке урана; в обеднённом уране могут присутствовать лишь следовые количества америция, нептуния и технеция 99Tc. Обеднённый уран в 3 миллиона раз менее радиоактивен, чем радон 222Rn, и в 10 миллионов раз менее радиоактивен, чем америций 241Am, используемый в коммерческих датчиках дыма.
При внешнем облучении опасность для человека представляют лишь бета- и гамма-составляющие радиоактивного облучения; единственным поражённым органом в этом случая является кожа. Контактная доза для макроскопических частиц обеднённого урана составляет приблизительно 2 мЗв/ч, но намного меньше — для пыли. Военнослужащие, находящиеся внутри техники с бронёй из обеднённого урана, также подвергаются внешнему воздействию, причём на протяжении большего времени, но получаемые ими дозы ничтожно малы — порядка 1 мкЗв/ч, практически на том же самом уровне, что и экранируемые бронёй космическая радиация и естественный радиационный фон почвы.
Внутреннее облучение может иметь место при попадании обеднённого урана в организм с водой и пищей; при вдыхании в виде аэрозоля, а также при попадании частиц урана в открытые раны или вглубь тела в виде осколков. Это может быть как металлический уран, так и его оксиды, возникающие при окислении металла — прежде всего U3O8, UO2 и UO3.
Основная радиационная опасность от обеднённого урана возникает в случае его попадания в организм в виде пыли. Потоки альфа-излучения от мелких частиц урана, осевших в лёгких, воздуховодных путях и пищеводе, с большой вероятностью вызывают развитие злокачественных опухолей.
Российский эколог член-корреспондент РАН Алексей Яблоков в 1999 году отметил, что применяемые НАТО бронебойные снаряды при взрыве выделяют в атмосферу обеднённый уран в виде «керамического аэрозоля», который может распространяться на десятки километров. По словам учёного, попадая в организм человека, керамические частицы накапливаются в печени и почках, что способствует возникновению раковых заболеваний, вызывает различные поражения внутренних органов и изменения у последующих поколений на генетическом уровне. Однако эта точка зрения разделяется не всеми экспертами, в частности, по расчётам Всемирной организации здравоохранения предельная доза облучения, которая может быть получена при попадании в организм частиц обеднённого урана, составляет менее половины предельной годовой дозы для лиц, работающих в условиях радиации. По заключению ВОЗ, это может увеличить риск лейкемии не более чем на 2 %.

Врождённые уродства на 1000 новорождённых в Ираке в 1990—2000 гг. по данным Medical Journal of Basrah University

После войны в Персидском заливе 1991 года у нескольких тысяч солдат США и Великобритании были обнаружены различные заболевания, связанные с нарушениями работы печени и почек, низким кровяным давлением. Полковник армии США в отставке, профессор наук по окружающей среде Университета Джексонвилля Дуглас Рокке обнаружил, что уран может вызвать лимфому, психические расстройства, являться причиной врождённых уродств в следующих поколениях. Как отмечал Алексей Яблоков, на загрязнённых ураном иракских территориях в районе города Басры в 3-4 раза увеличилась частота преждевременных родов, врождённых дефектов новорожденных, лейкемии и других видов раковых заболеваний. По данным Яблокова, врождённые нарушения (отсутствие глаз, ушей, сращение пальцев и сосудов и т. д.) обнаружились более чем у 60 % детей, родившихся в семьях американских солдат, воевавших во время конфликта.
Американское правительство отклонило все иски заболевших военнослужащих, объясняя это тем, что влияние обеднённого урана на развитие заболеваний не доказано.
Ряд британских ветеранов войны в Персидском заливе прямо связывают свои проблемы со здоровьем, а также известные им проблемы сослуживцев со своим пребыванием неподалёку от районов использования оружия с обеднённым ураном.
Правительство Великобритании объясняет случаи дефектов у детей ветеранов войны в Персидском заливе как результат отравления обеднённым ураном и утверждает возможность лейкемических, генетических, репродуктивных и неврологических отрицательных последствий, вызванных постоянным облучением[прояснить].
Последствием использования урана в боеприпасах в ходе войны НАТО против Югославии стало известие в 2001 году о гибели в ряде европейских стран военнослужащих, воевавших в бывшей Югославии, от онкологических заболеваний. По состоянию на январь 2001 года было зафиксировано 18 смертей, у восьми человек была обнаружена лейкемия. Этот явление известно в СМИ как «балканский синдром».

### Другие аспекты рассмотрения проблемы
Существует альтернативная точка зрения на проблему загрязнения среды обеднённым ураном в ходе боевых действий, подкреплённая доказательным численным анализом по данным для Ирака. Согласно расчётам, рассеяние урансодержащих аэрозолей при соударении с твёрдым препятствием (броня, металлоконструкции) приводит к накоплению урана в среде в концентрациях, сравнимых с естественным содержанием природной, более активной смеси изотопов в верхних слоях почвы. При этом соединения, образующиеся при сгорании диспергированного урана в воздухе, достаточно быстро окисляются в среде до сравнительно инертных низших оксидов, которые захороняются в почве, и их количество, возвращающееся в воздух при пылении, также невелико. Вдыхание аэрозоля непосредственно при «взрыве» урановой болванки уже на расстоянии десятков метров от места попадания не приводит к радиационной или токсической экспозиции, превышающей установленные дозы для работников соответствующих опасных производств. Химическая токсичность разовой дозы элементарного металлического урана сравнима с таковой для кофеина, аспирина и пищевого нитрита натрия. Приведённый выше анализ показывает, что уран, распылённый за всё время боевых действий в Ираке, даже при условии 100 % попадания в твёрдую цель, может привести приблизительно к одной дополнительной смерти от рака среди населения за весь период значимой экспозиции.
В то же время человеческий фактор (сбор урановых «сувениров» населением и военнослужащими, обследование и захоронение повреждённой техники без использования средств защиты) может отдельно повлиять на заболеваемость и смертность. Это влияние усугубляется невозможностью донести информацию о радиационной опасности до населения в ходе войны и полностью обеспечить соблюдение мер защиты военнослужащими. Опасность же рассматриваемых факторов воздействия урана для экипажей боевой техники, поражённой урановыми бронебойными сердечниками, пренебрежимо мала в сравнении с количеством убитых мгновенно и получивших тяжёлые ранения, сокращающие жизнь.
Общая масса обеднённого урана в боеприпасах, использованных в обоих рассматриваемых конфликтах, приблизительно соответствует массе природной смеси изотопов урана, выбрасываемых в атмосферу при сжигании ископаемого угля в одной только Югославии за 5 лет (расчёт на основе годового потребления, при условии очистки дыма на всех объектах от 95 % золы уноса, без учёта повышенной радиоактивности и зольности местных бурых углей и радиационного вклада изотопов тория).
Некоторый процент дополнительной заболеваемости и смертности может быть отнесён на счёт токсических выбросов от сгорания больших количеств моторного и ракетного топлива, органических конструкционных материалов, взрывчатых веществ и сырой нефти на месторождениях в ходе войны. При неконтролируемом сгорании и при работе форсированных двигателей с неоптимальным процессом, в частности, образуется большое количество ароматических соединений, представляющих наивысшую опасность по канцерогенности и мутагенности.